# 945
945（九百四十五、きゅうひゃくよんじゅうご）は自然数、また整数において、944の次で946の前の数である。

## 性質
- 945は合成数であり、約数は1, 3, 5, 7, 9, 15, 21, 27, 35, 45, 63, 105, 135, 189, 315, 945である。
  - 約数の和は1920。
  - 945を除く約数の和は975であり232番目の過剰数である。1つ前は942、次は948。
    - 奇数の過剰数としては最小の数である。次は1575。(オンライン整数列大辞典の数列 A005231)
    - ほとんどの奇数は不足数であるが945の倍数は奇数も含め全て過剰数になる。
    - 奇数の擬似完全数としても最小の数である。次は1575。
- 19番目の原始擬似完全数である。1つ前は910、次は1184。
- 945 = 1 × 3 × 5 × 7 × 9
  - 1桁の正の奇数の総乗である。二重階乗の記号を使えば、945 = 9!!と表せる。1つ前は384、次は3840。
  - 5連続奇数の積とみたとき自然数では最小、次は10395。
- 945 = 3 × 5 × 7 × 9
  - 4連続奇数の積とみたとき1つ前は105、次は3465。
  - n = 3 のときの n(n + 2)(n + 4)(n + 6) の値とみたとき1つ前は384、次は1920。
- 945 = 33 × 5 × 7
  - 3つの異なる素因数の積で p 3 × q × r の形で表せる25番目の数である。1つ前は920、次は952。(オンライン整数列大辞典の数列 A189975)
- 各位の積が各位の和の10倍になる5番目の数である。1つ前は594、次は954。(オンライン整数列大辞典の数列 A062043)
- 945 = 63 + 93
  - 2つの正の数の立方数の和で表せる41番目の数である。1つ前は855、次は1001。(オンライン整数列大辞典の数列 A003325)
  - 異なる2つの正の数の立方数の和で表せる34番目の数である。1つ前は855、次は1001。(オンライン整数列大辞典の数列 A024670)
  - n = 3 のときの 6n + 9n の値とみたとき1つ前は117、次は7857。(オンライン整数列大辞典の数列 A074621)
- 945 = 36 + 63
  - 13番目のレイランド数である。1つ前は593、次は1124。
  - n = 6 のときの 3n + n 3 の値とみたとき1つ前は368、次は2530。(オンライン整数列大辞典の数列 A001585)
  - n = 3 のときの 6n + n 6 の値とみたとき1つ前は100、次は5392。(オンライン整数列大辞典の数列 A001594)
- 異なる3つの平方数の和8通りで表せる16番目の数である。1つ前は929、次は1022。(オンライン整数列大辞典の数列 A025346)
- 945 = 13 + 63 + 63 + 83 = 33 + 43 + 53 + 93
  - 4つの正の数の立方数の和で表せる267番目の数である。1つ前は936、次は946。(オンライン整数列大辞典の数列 A003327)
- 945 = 33 + 43 + 53 + 93
  - 異なる正の数の4つの立方数の和1通りで表せる70番目の数である。1つ前は927、次は946。(オンライン整数列大辞典の数列 A025408)
- n = 9 のときの n と 5n を並べてできる数である。1つ前は840、次は1050。(オンライン整数列大辞典の数列 A019553)
- 945 = 312 − 16
  - n = 31 のときの n 2 − 16 の値とみたとき1つ前は884、次は1008。(オンライン整数列大辞典の数列 A028566)
- 945 = 312 − (9 + 6 + 1)
  - n = 31 のときの n 2 とその各位の和の差である。1つ前は891、次は1017。(オンライン整数列大辞典の数列 A224977)
- 945 = 332 − 144
  - n = 33 のときの n 2 − 122 の値とみたとき1つ前は880、次は1012。(オンライン整数列大辞典の数列 A132766)
- 各位の和が18になる50番目の数である。1つ前は936、次は954。

## その他 945 に関連すること
- NHKラジオ第1放送徳島、室蘭親局、滋賀県彦根、長崎県福江中継局の周波数は、945 kHz。
- インテル945チップセットは、Intel Coreの関連商品。
- ロシア海軍のシエラ級原子力潜水艦(Sierra class submarine)のロシア側呼称は、次のとおり。
  - プロイェクト945"バラクーダ"(проект 945"Гранит")-シエラI級
  - プロイェクト945А"コンドル"(проект 945А"Антей")-シエラII級
  - プロイェクト945Б"マルス"(проект 945Б"Марс")-シエラIII級
- イランエアツアーズ945便着陸失敗事故
- 945号線 (オーストリア)